# Ishikawa Kentaro
Kentaro Ishikawa (sinh ngày 12 tháng 2 năm 1970) là một cầu thủ bóng đá người Nhật Bản.

## Sự nghiệp câu lạc bộ
Kentaro Ishikawa đã từng chơi cho Kashiwa Reysol.